# Lanciarii
Lanciarii (од лат. lancea = „копље с ременом“) су били припадници разних легија, који су скупа чинили неку врсту специјалних снага у оквиру неке легије. Настанак им пада вероватно у време владавине цара Севера. Временом су стекли репутацију, а након што су преторијанци коначно распуштени 312. ушли су у састав цареве личне гарде. Заузимали су почасна места у Константиновом comitatus’у (пратњи).
А. Х. М. Џонс сугерише да су lanciarii под Диоклецијаном вероватно били распоређени по пограничним секторима и да нису били чланови comitatus’а. Ван Берхем чак тврди да их је било свега неколицина, упркос чињеници да се у Нотицији спомињу читаве легије.
За разлику од просечног римског легионара који је носио сулицу (лат. pilum), lanciarii су били наоружани лаким копљем (лат. lancea).

## Извори и литература

### Одабрана литература
- Sabin, Philip; Wees, Hans van; Whitby, Michael, ур. (6. 12. 2007). The Cambridge History of Greek and Roman Warfare, ii, Rome from the late Republic to the late Empire. Cambridge: Cambridge University Press. ISBN 978-0-521-78274-6.
- P. Southern, K. R. Dixon. The late Roman army.. London 1996.
- E. Luttwak. The Grand Strategy of the Roman Empire. From the First Century A.D. to the Third.. Baltymore 1976.